# Bert Haanstra

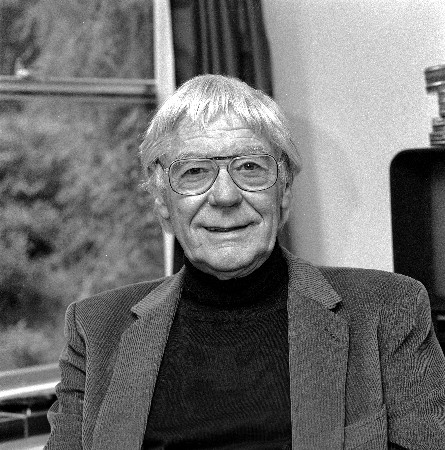
Bert Haanstra (1989)

Bert Haanstra (* 31. Mai 1916 in Holten, Overijssel; † 23. Oktober 1997 in Hilversum, Noord-Holland) war ein niederländischer Regisseur, Drehbuchautor, Filmproduzent und Kameramann.

## Leben
Haanstra begann seine Filmkarriere 1947. Sein Kurzfilm Spiegel van Holland wurde 1951 mit dem großen Preis bei den Internationalen Filmfestspielen von Cannes ausgezeichnet. Glas gewann 1960 den Oscar als bester Dokumentar-Kurzfilm, der Film erhielt zudem den Silbernen Bären der Berlinale 1958. Er drehte auch Spielfilme, unter anderem die Filmkomödie …und die Musik bläst dazu, welche 1959 mit der Goldenen Palme prämiert wurde. Haanstra war mit Zwölf Millionen und Fressen und gefressen werden, einer Zusammenarbeit mit der britischen Verhaltensforscherin Jane Goodall, zwei weitere Male für den Oscar in der Kategorie Bester Dokumentarfilm nominiert.
Haanstra wurde zum Offizier des Ordens von Oranien-Nassau ernannt.

## Filmografie (Auswahl)
- 1951: Panta Rhei
- 1958: …und die Musik bläst dazu (Fanfare)
- 1958: Glas
- 1962: Der Überfall (De overval)
- 1964: Zwölf Millionen (Alleman)
- 1971: Trafic – Tati im Stossverkehr (Trafic)
- 1972: Fressen und gefressen werden (Bij de beesten af)
- 1983: Nederland (Die Niederlande)
- 1984: Schimpansen unter sich (Chimps onder elkaar)

## Auszeichnungen
- 1960: Oscar für Glas
- 1965: Oscar-Nominierung für Zwölf Millionen
- 1973: Oscar-Nominierung für Fressen und gefressen werden